# Mini-Europa
Mini-Europa é um parque em miniatura localizado em Bruparck, próximo ao Atomium, em Bruxelas, na Bélgica. Mini-Europa tem reproduções de monumentos da União Europeia. Cerca de 80 cidades e 350 edifícios estão representados.
O parque contém modelos de paisagens, trem, moinhos, montes, teleféricos e outros. O parque foi construído em uma área de 24.000 m². O investimento inicial foi de € 10 milhões em 1989, em sua inauguração deu-se pelo príncipe Philip da Bélgica.

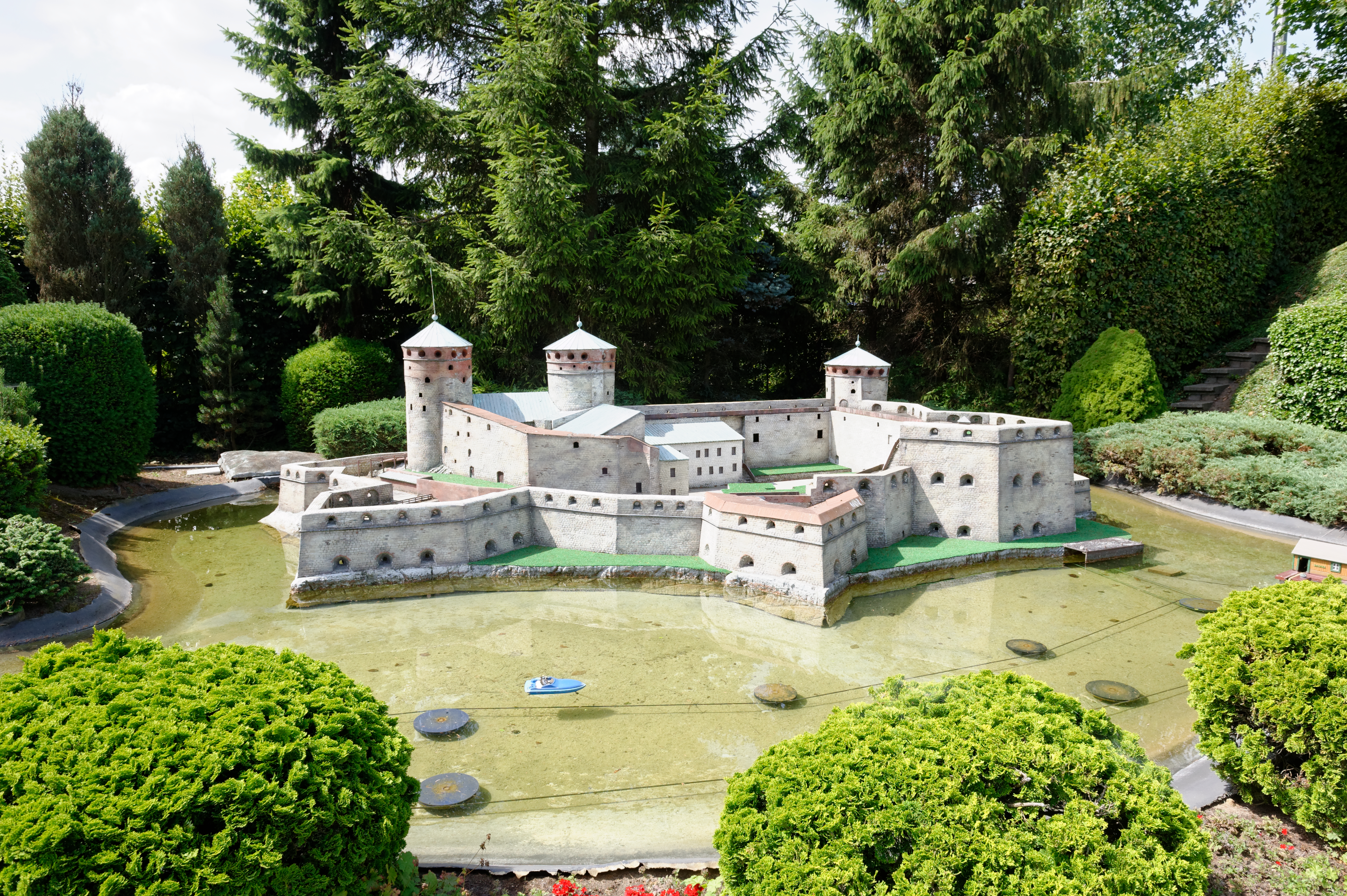
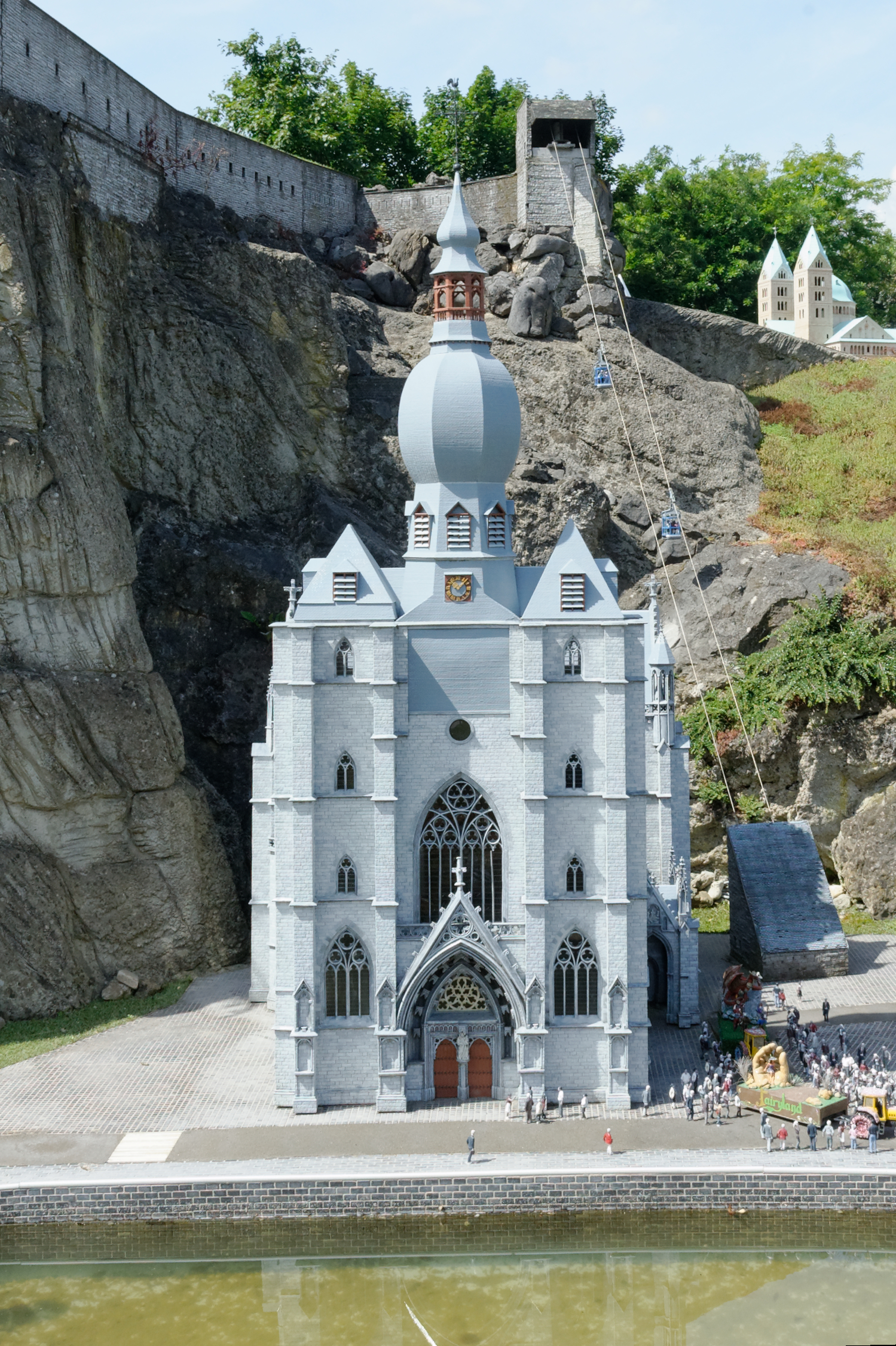
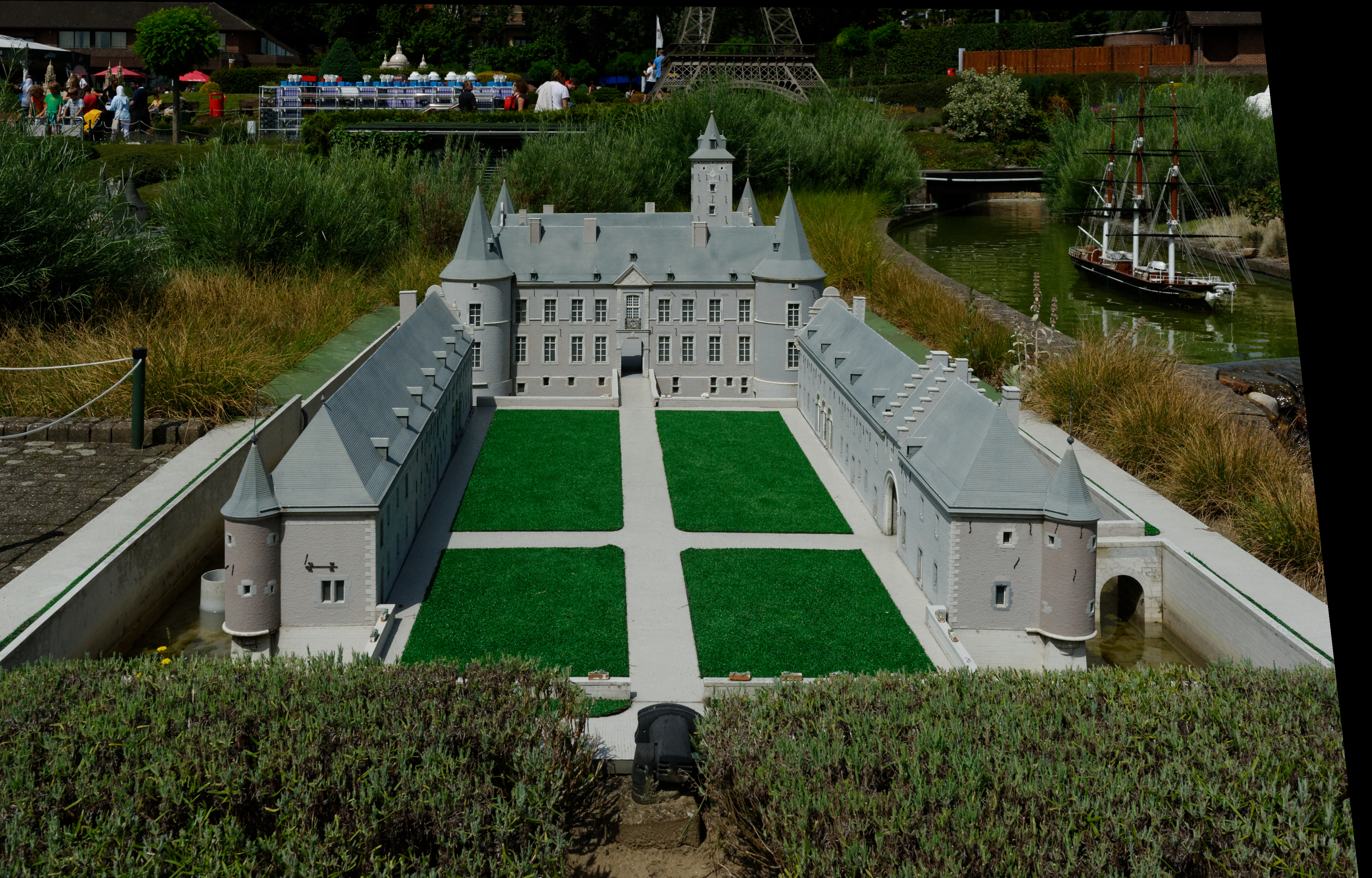
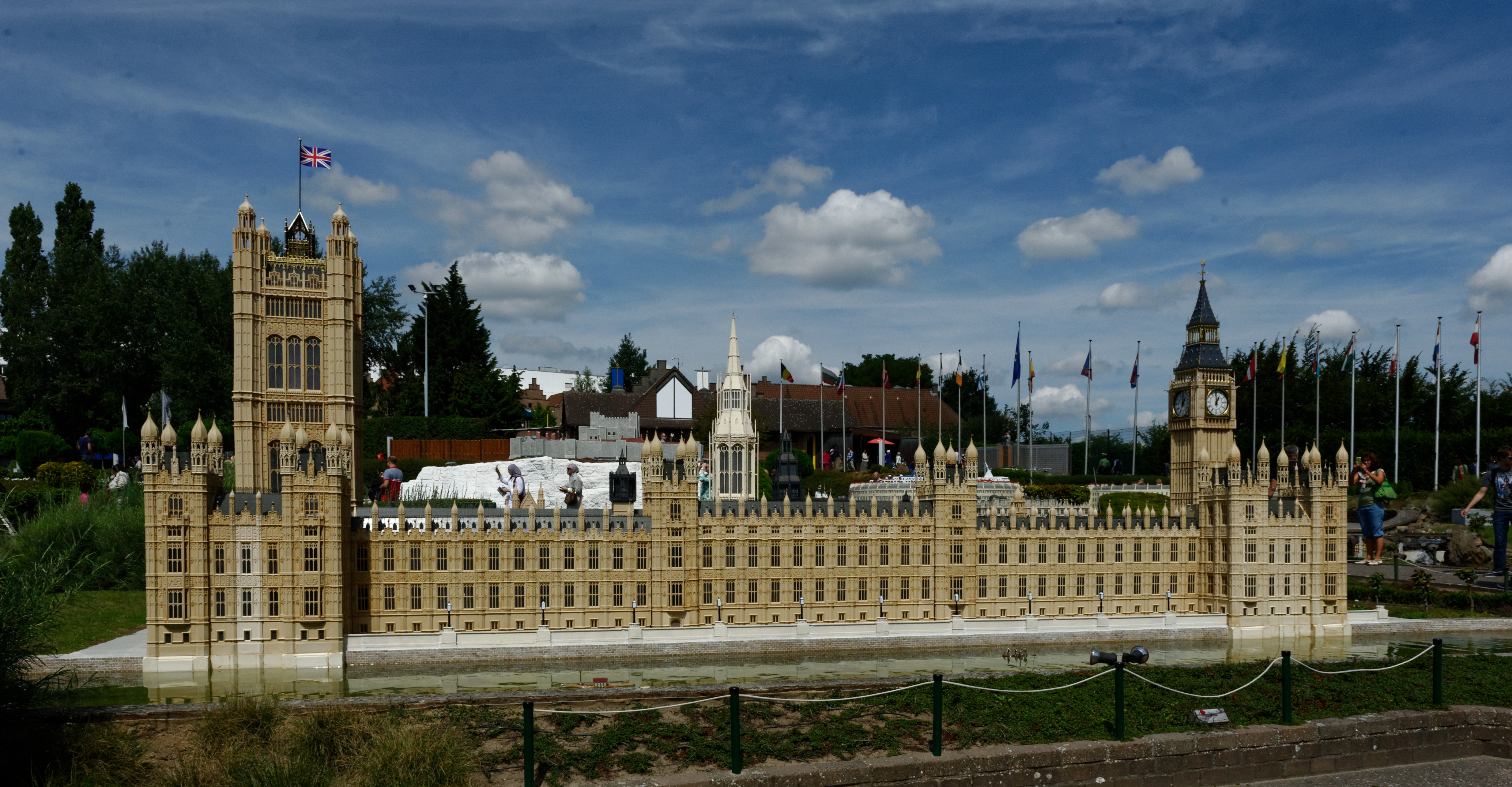
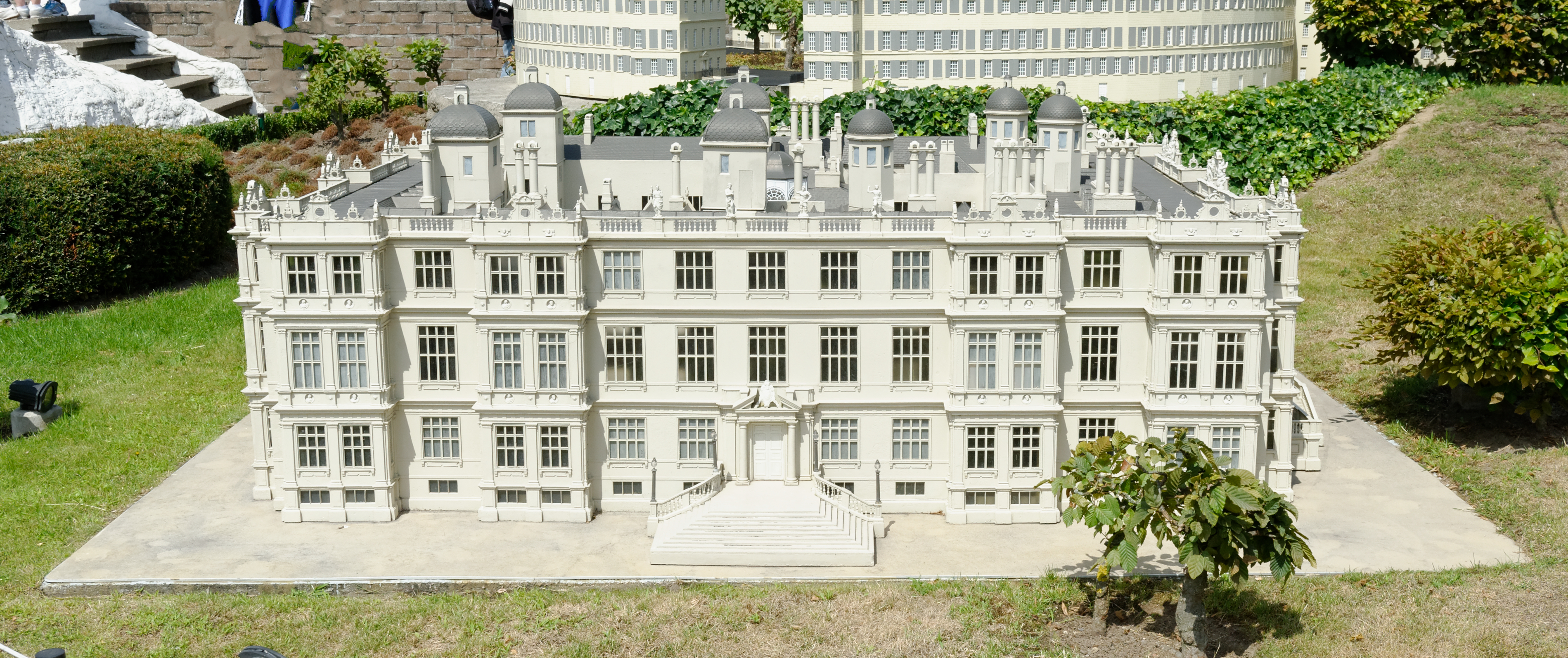
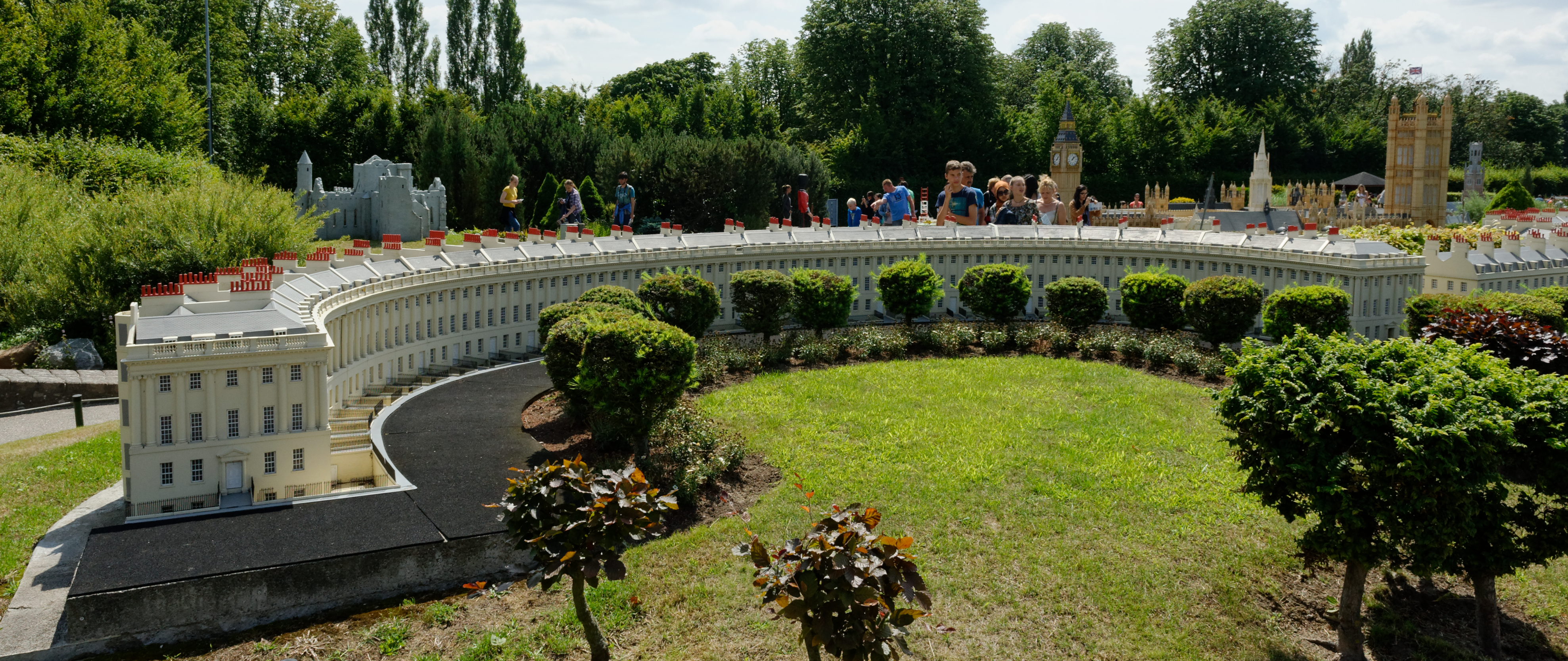
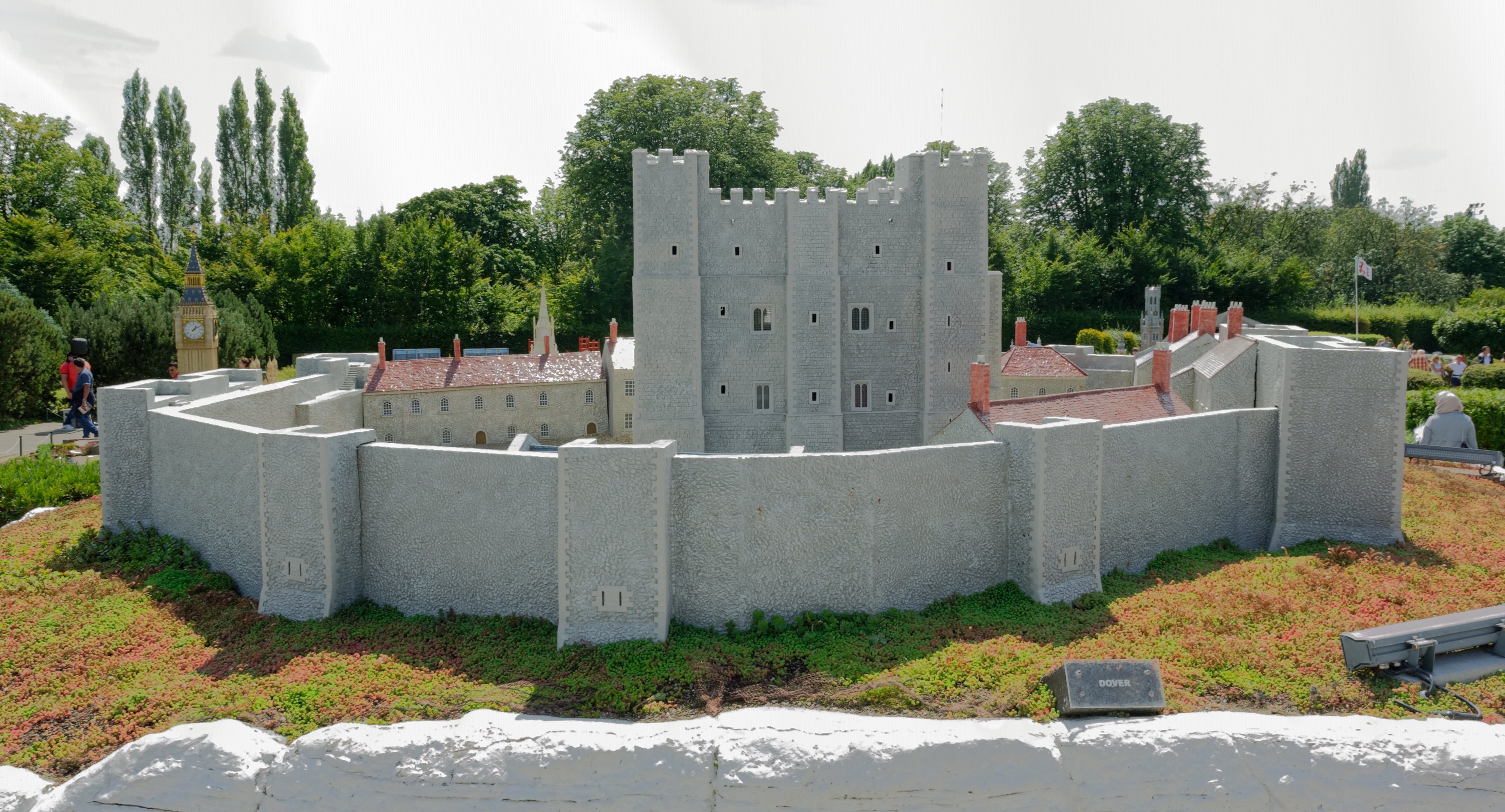
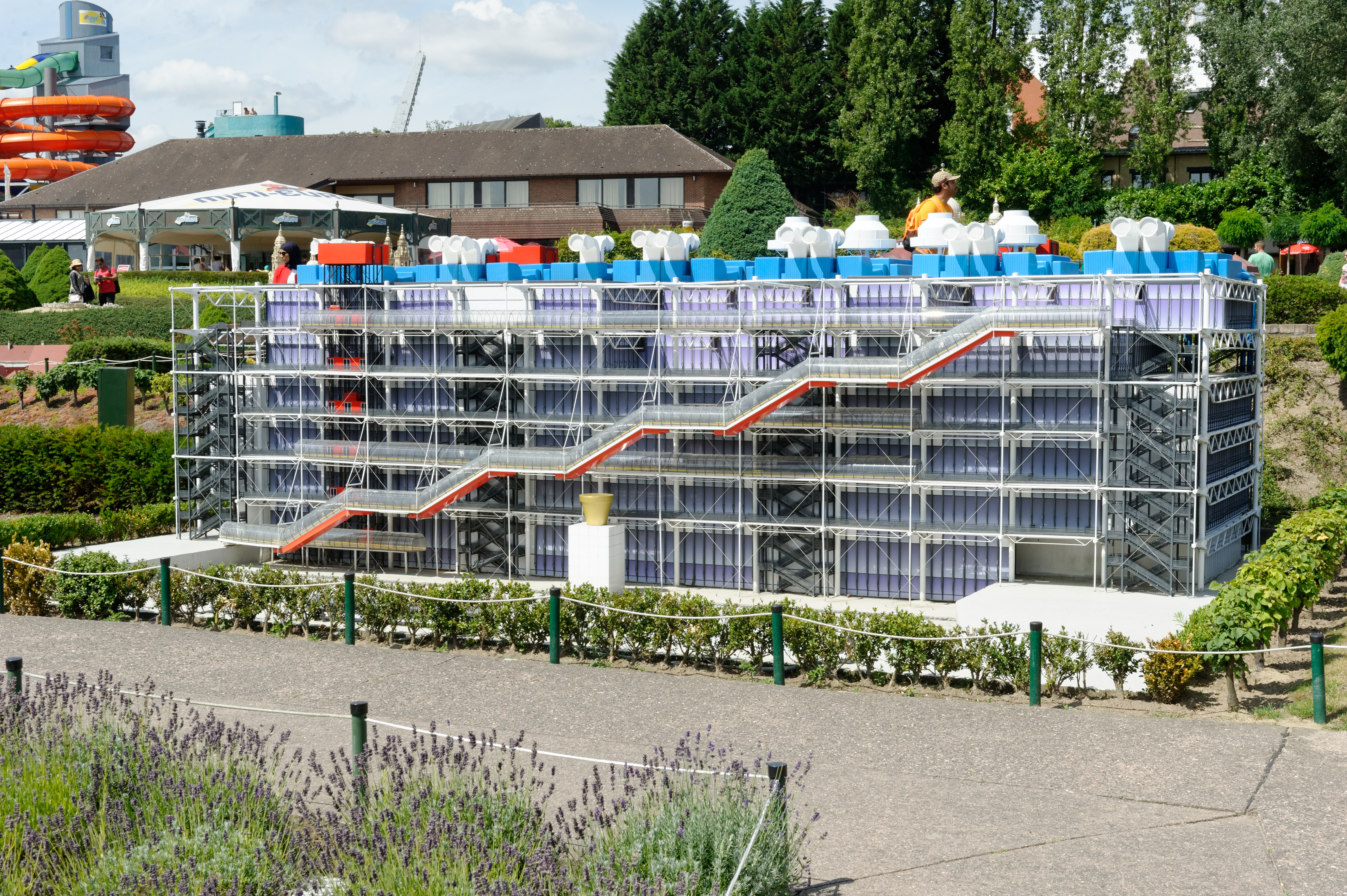
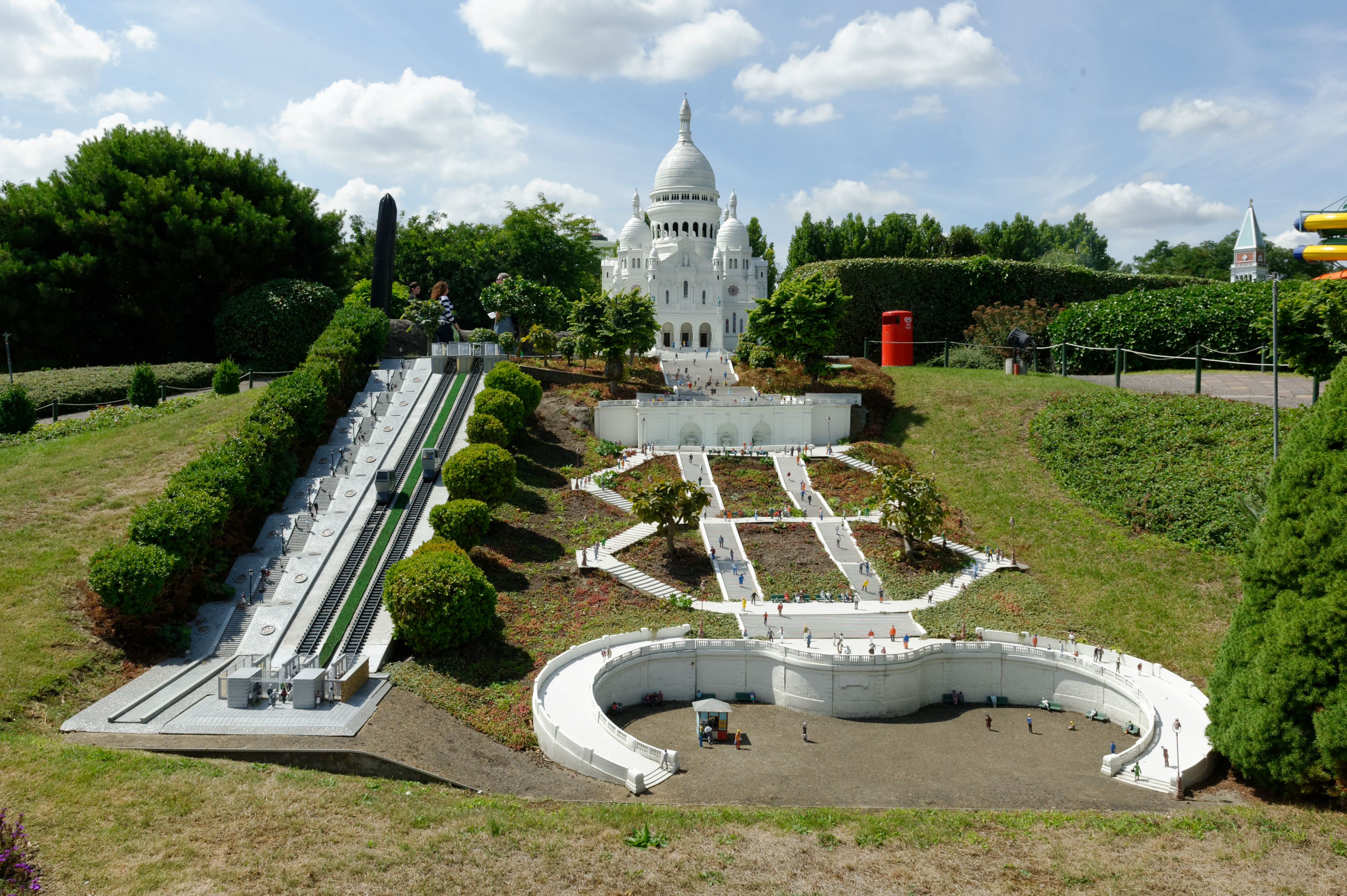
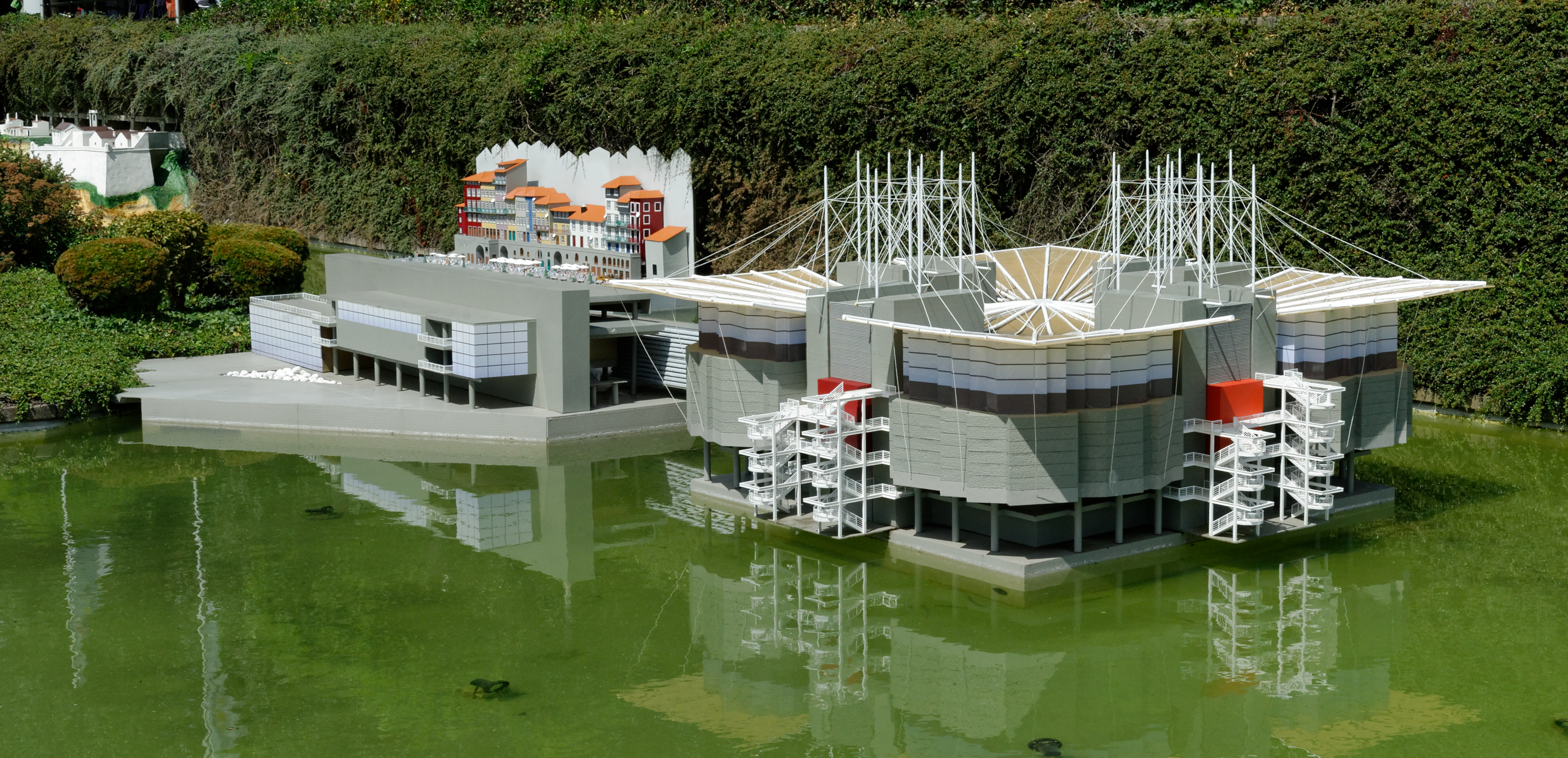
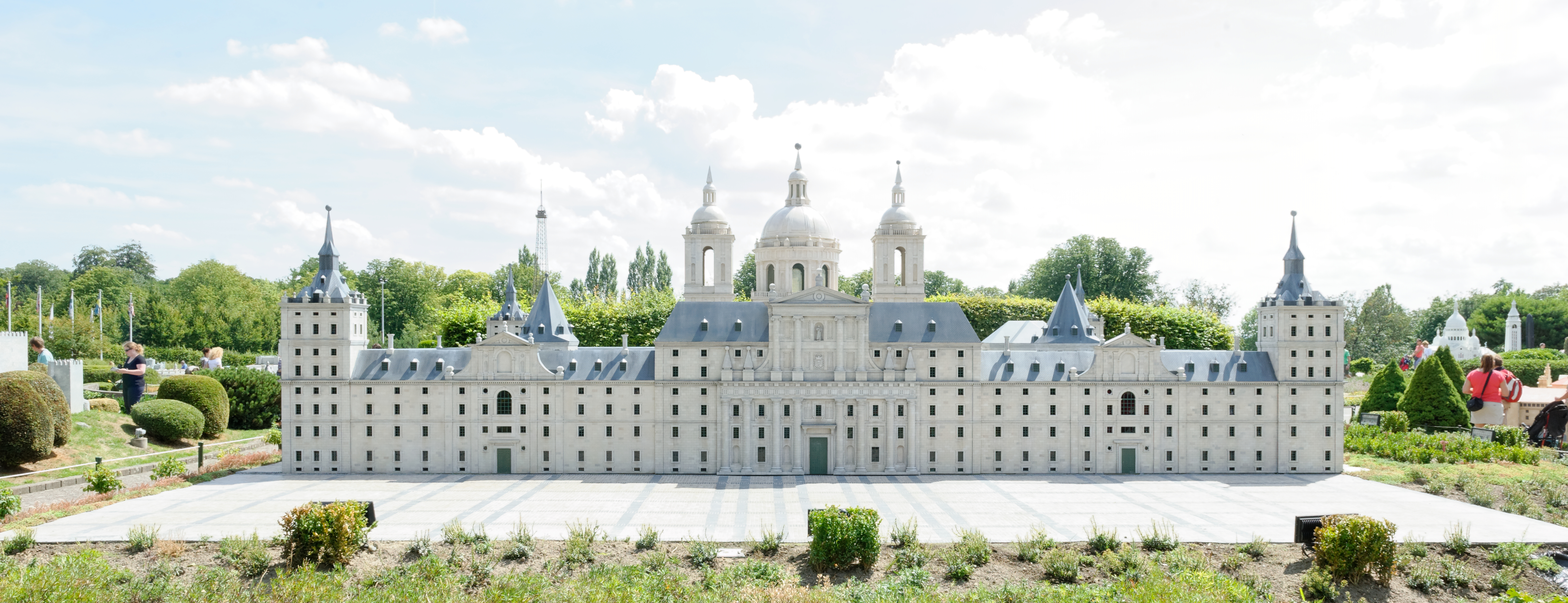
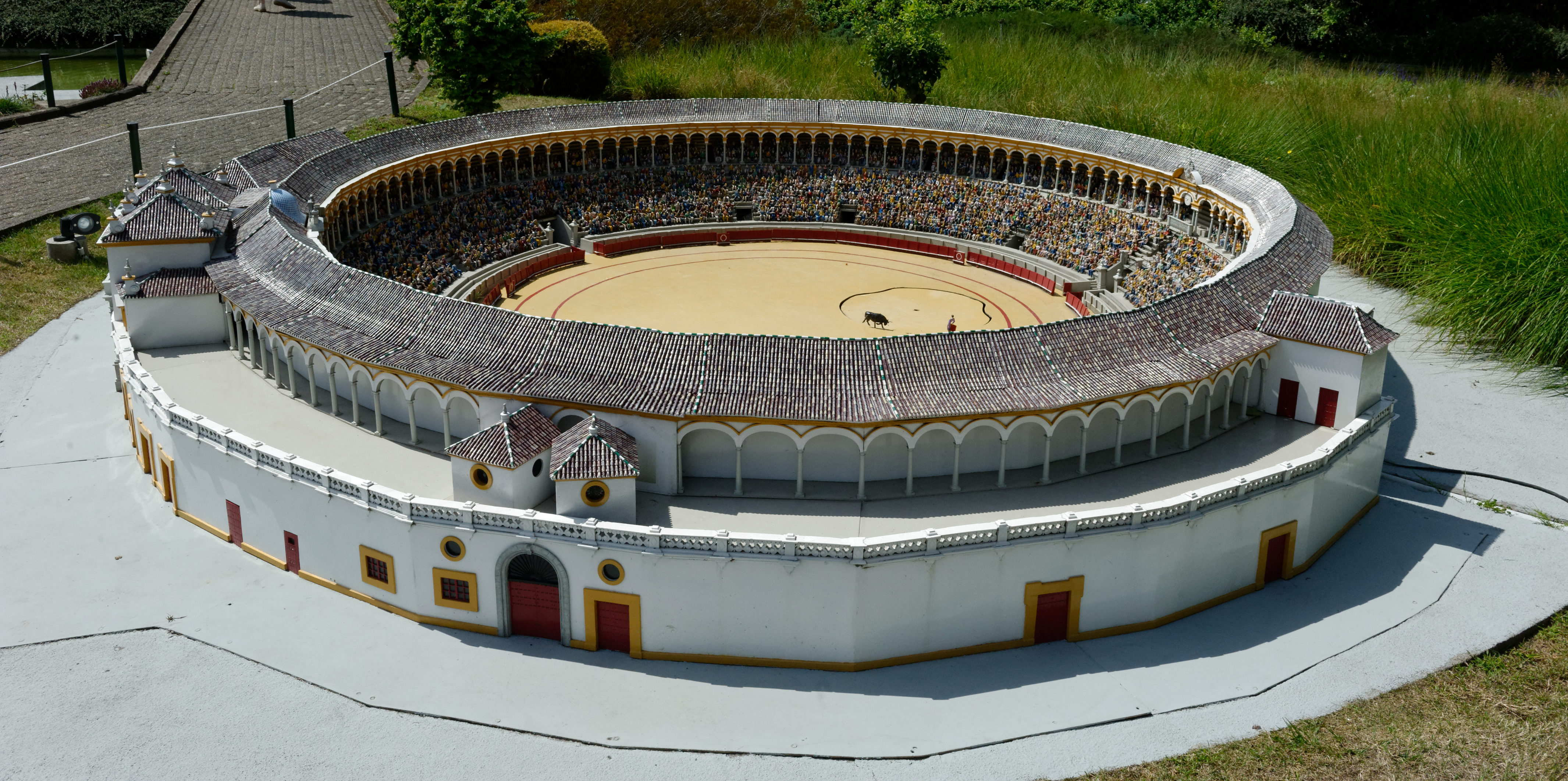
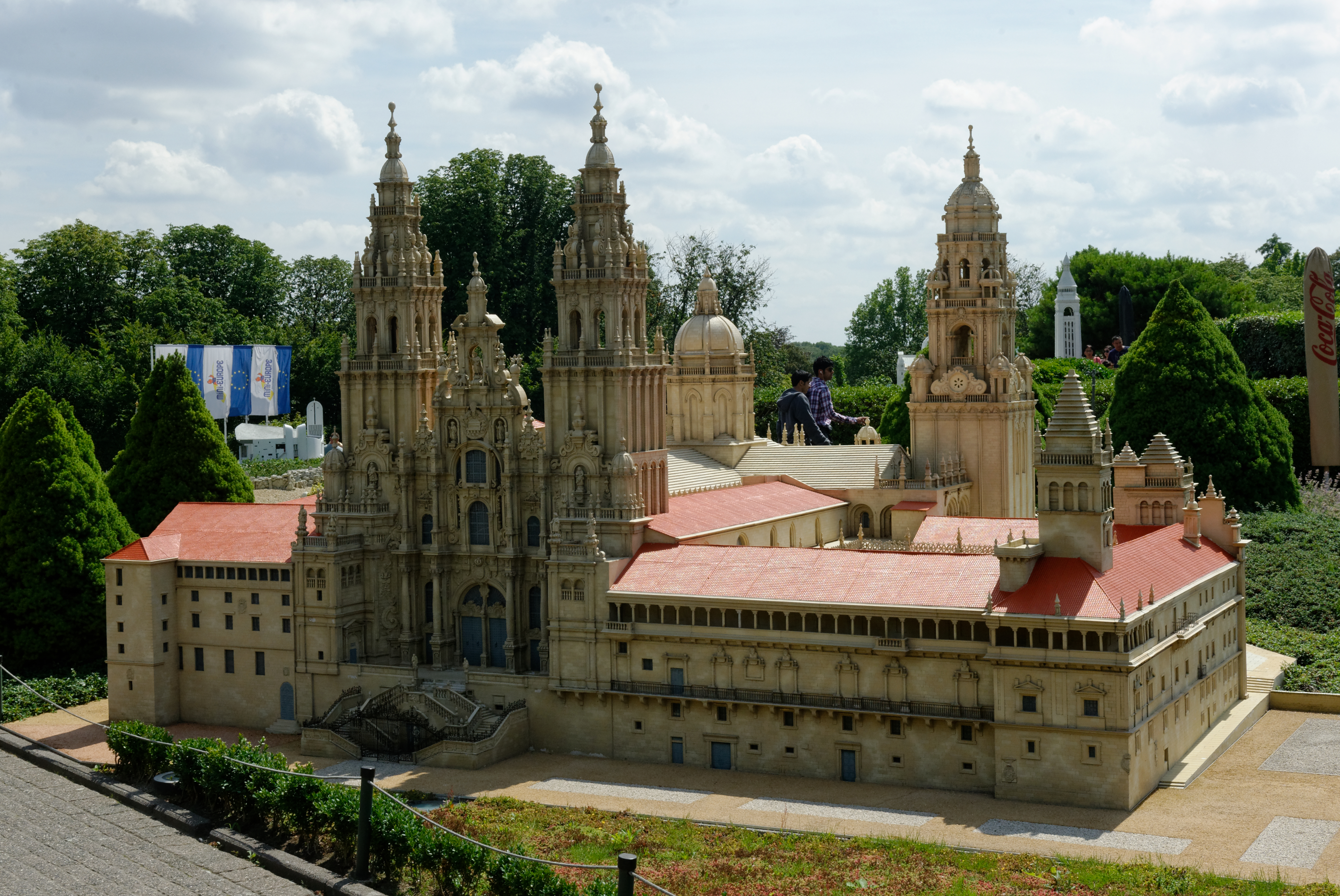
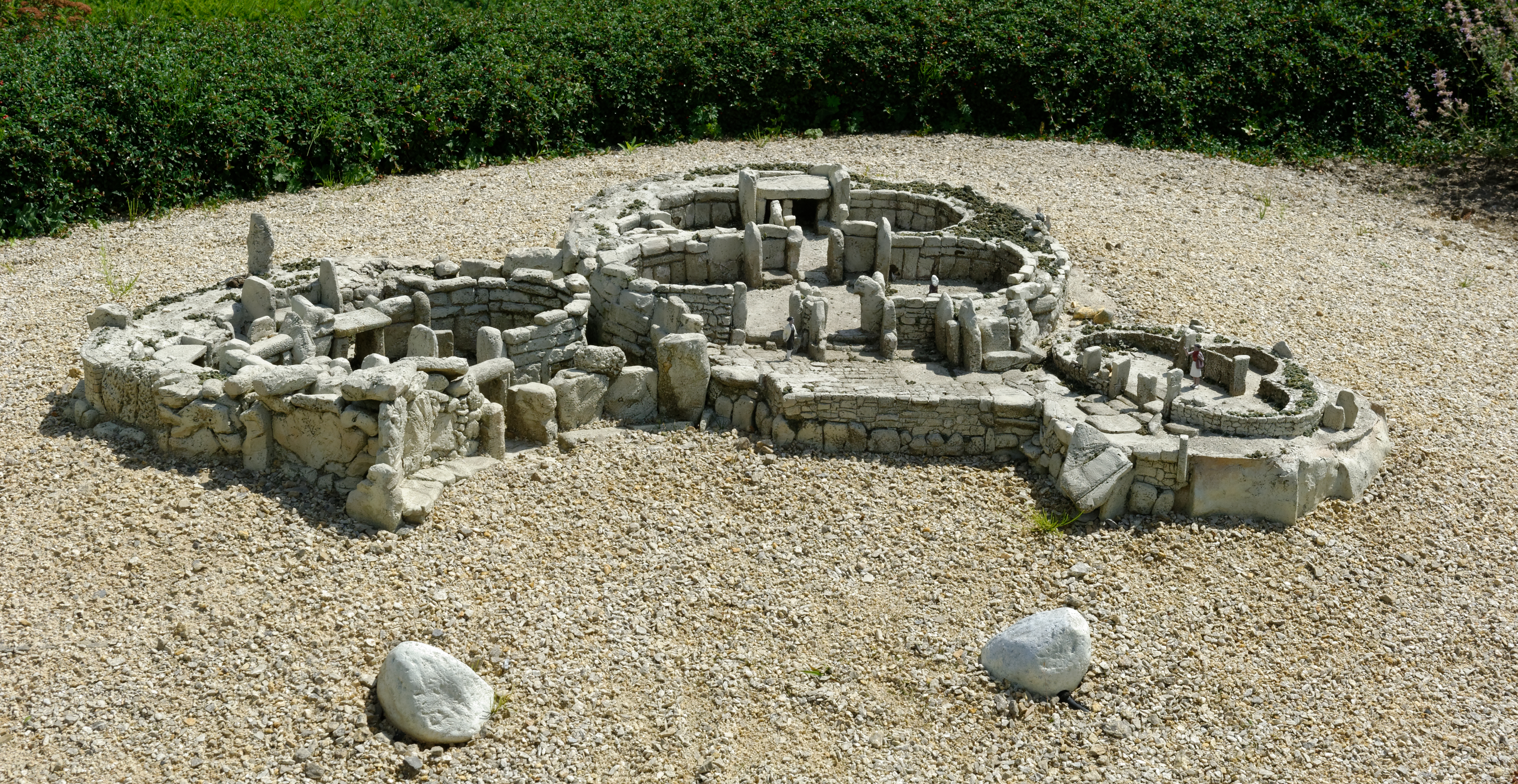
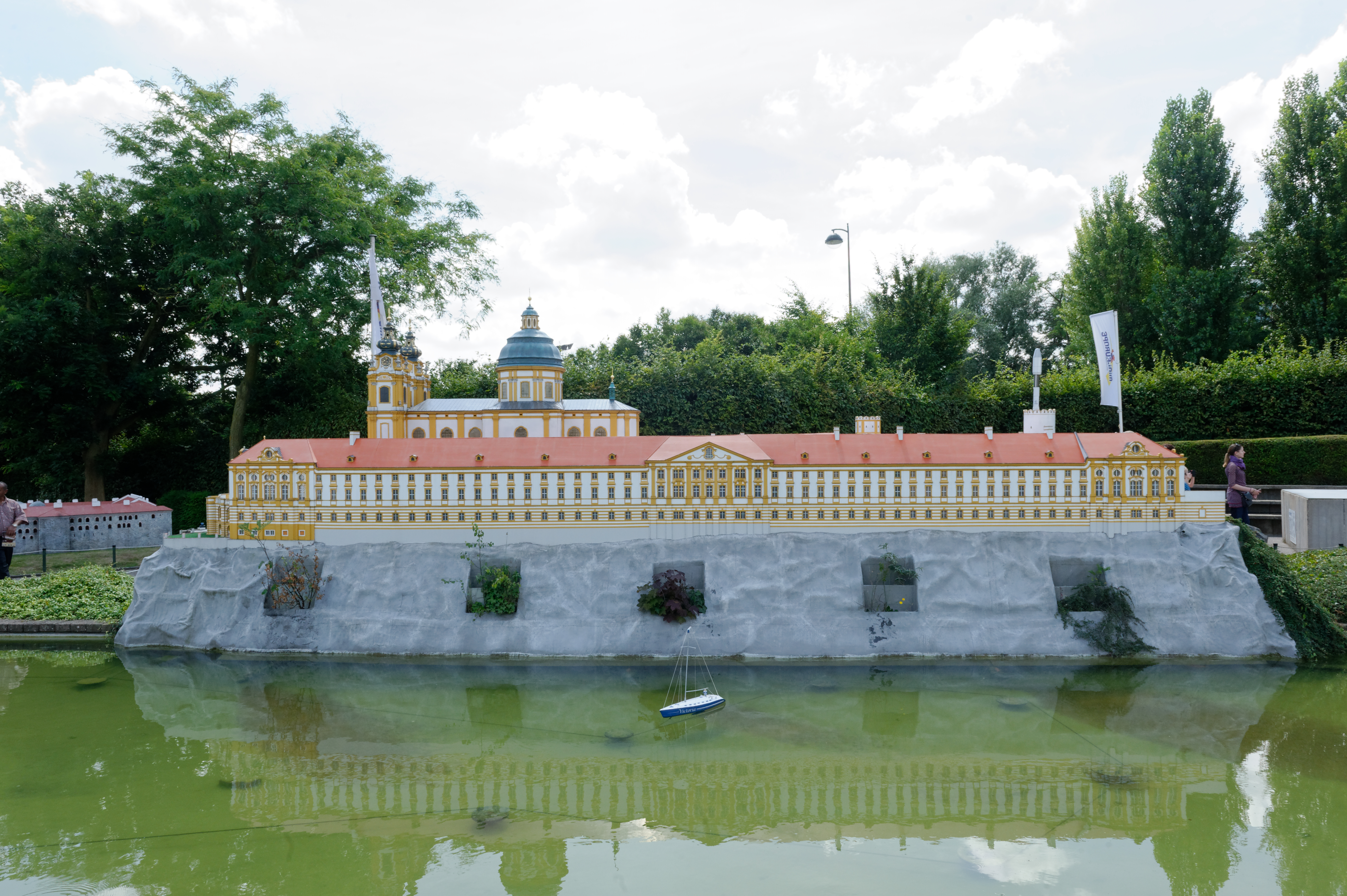
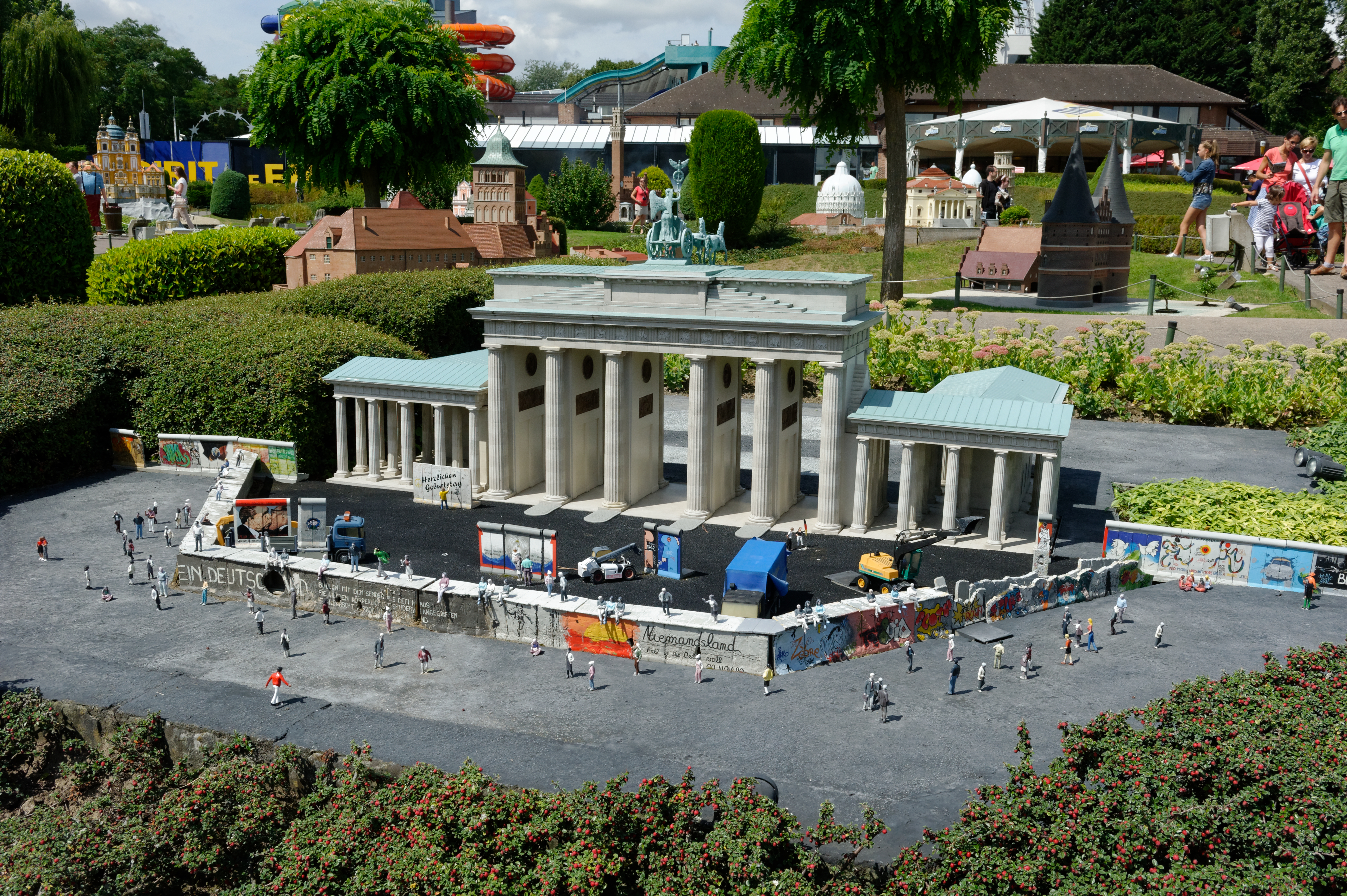
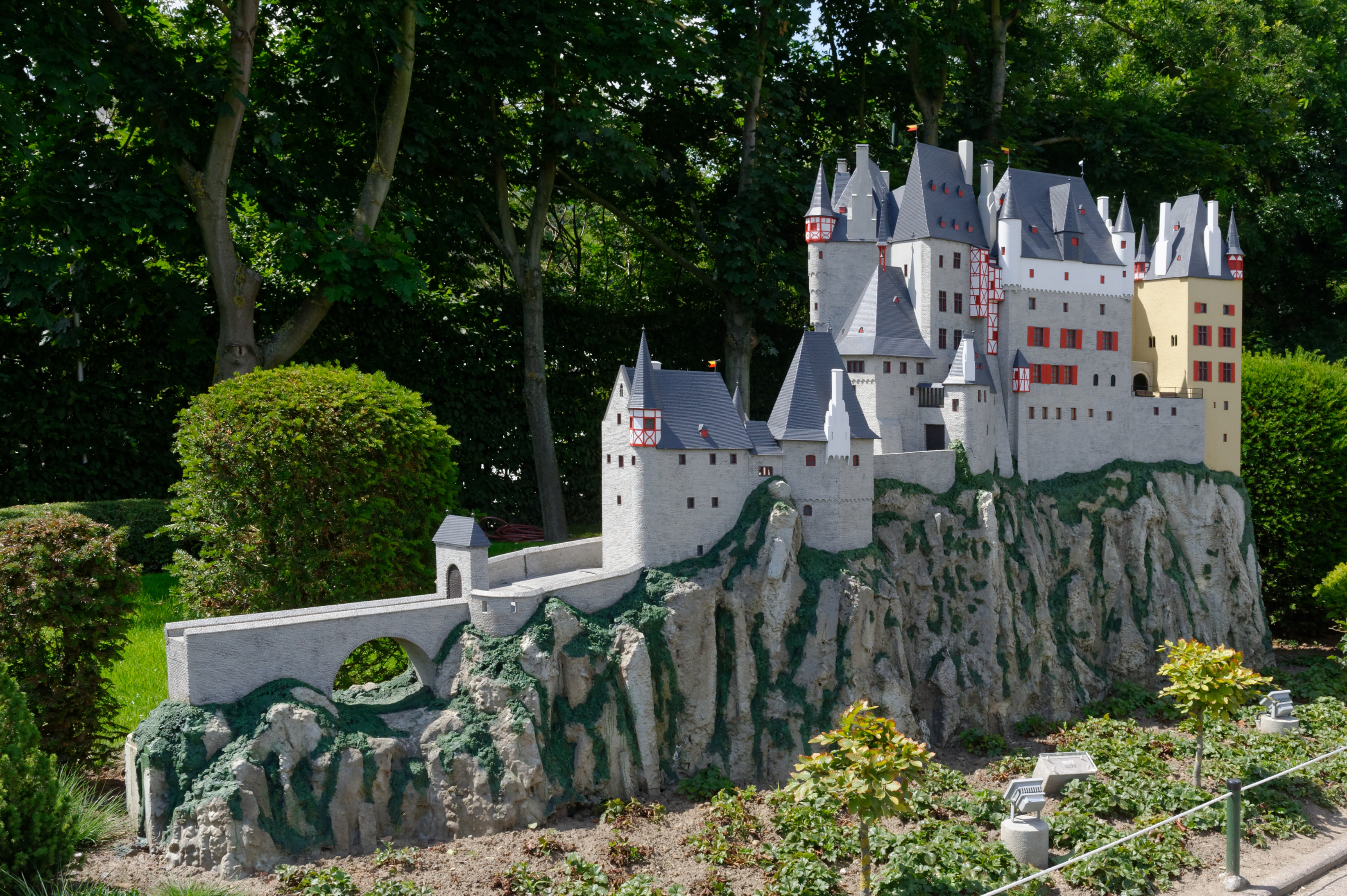
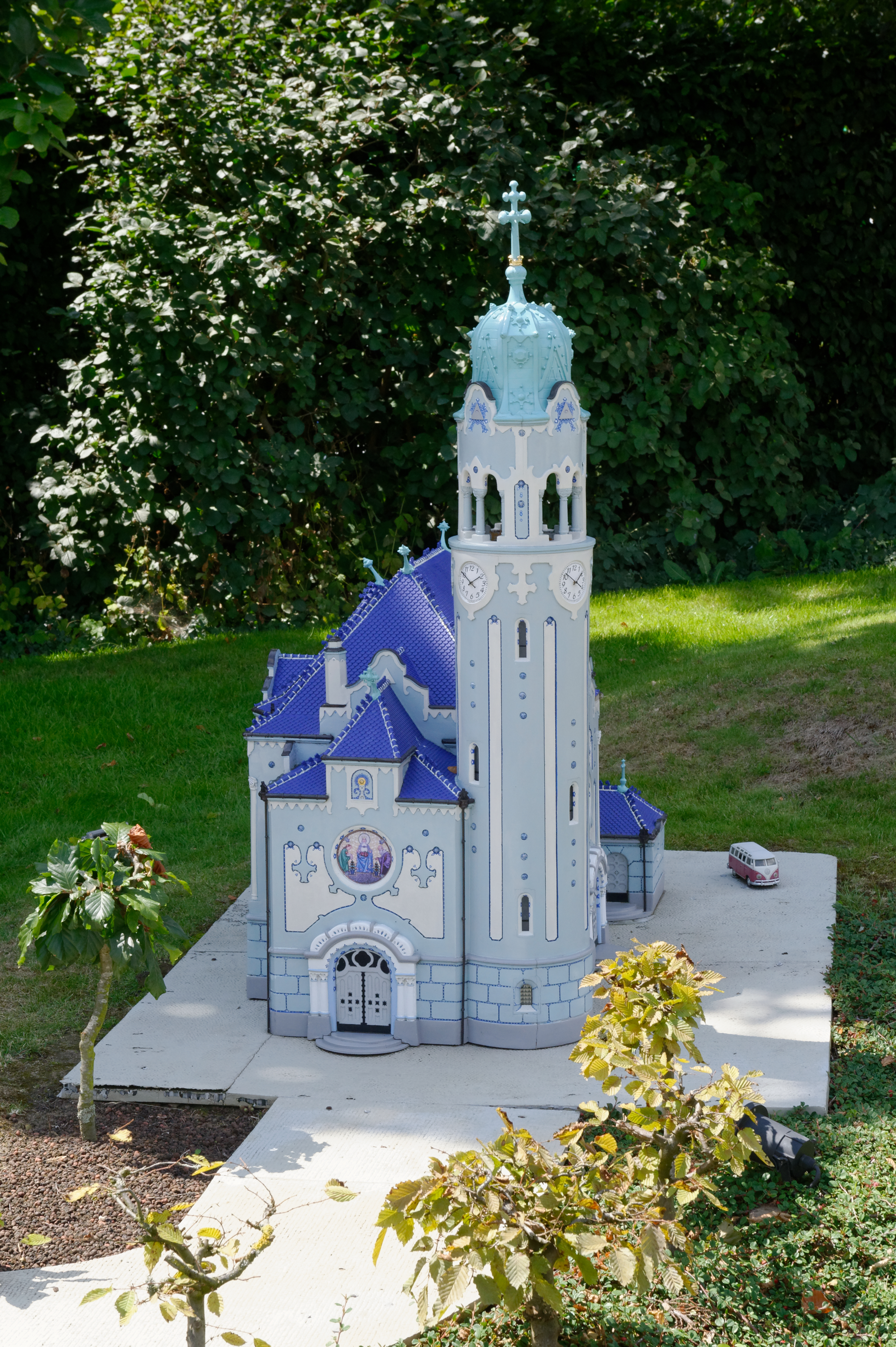
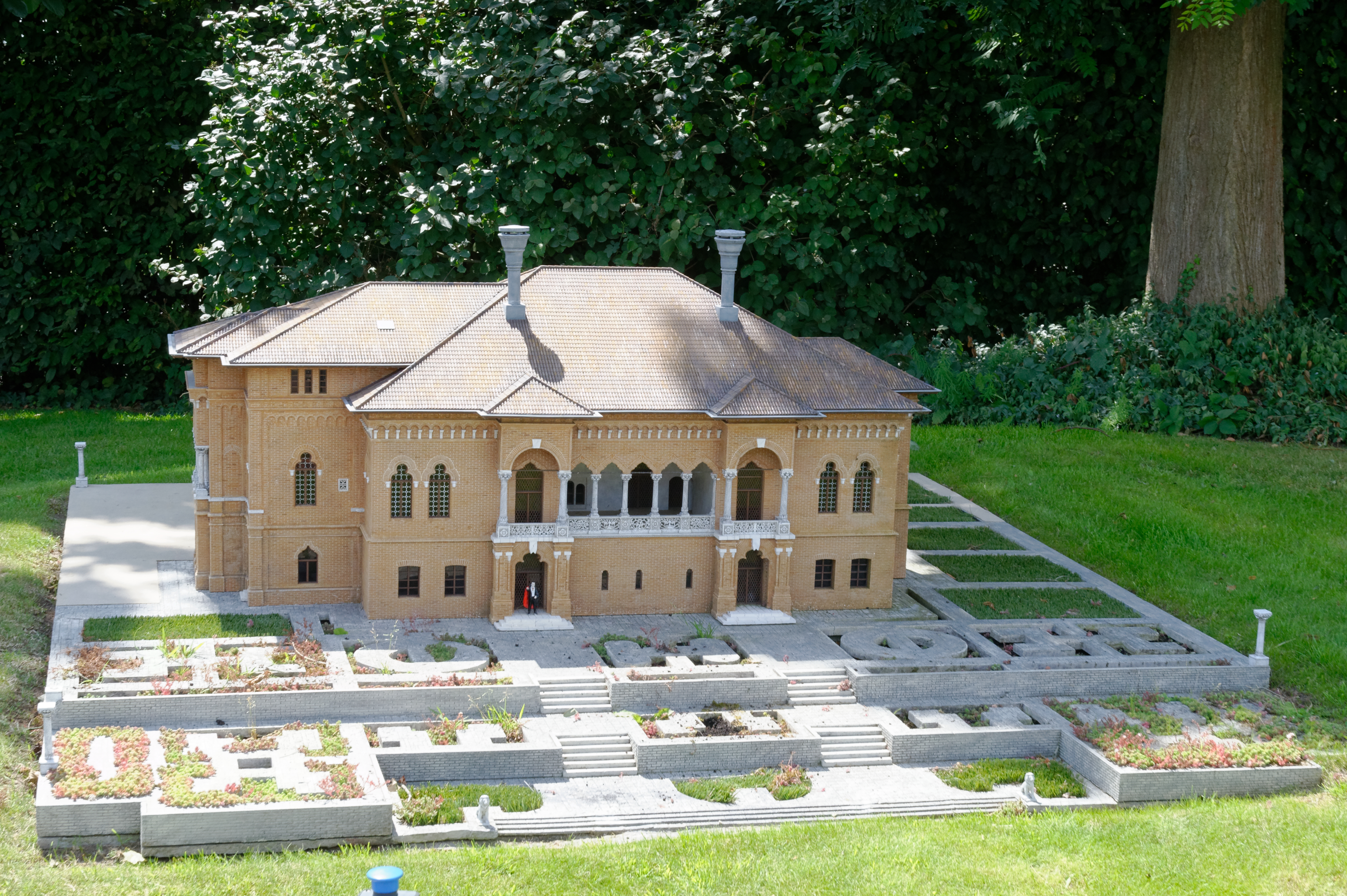
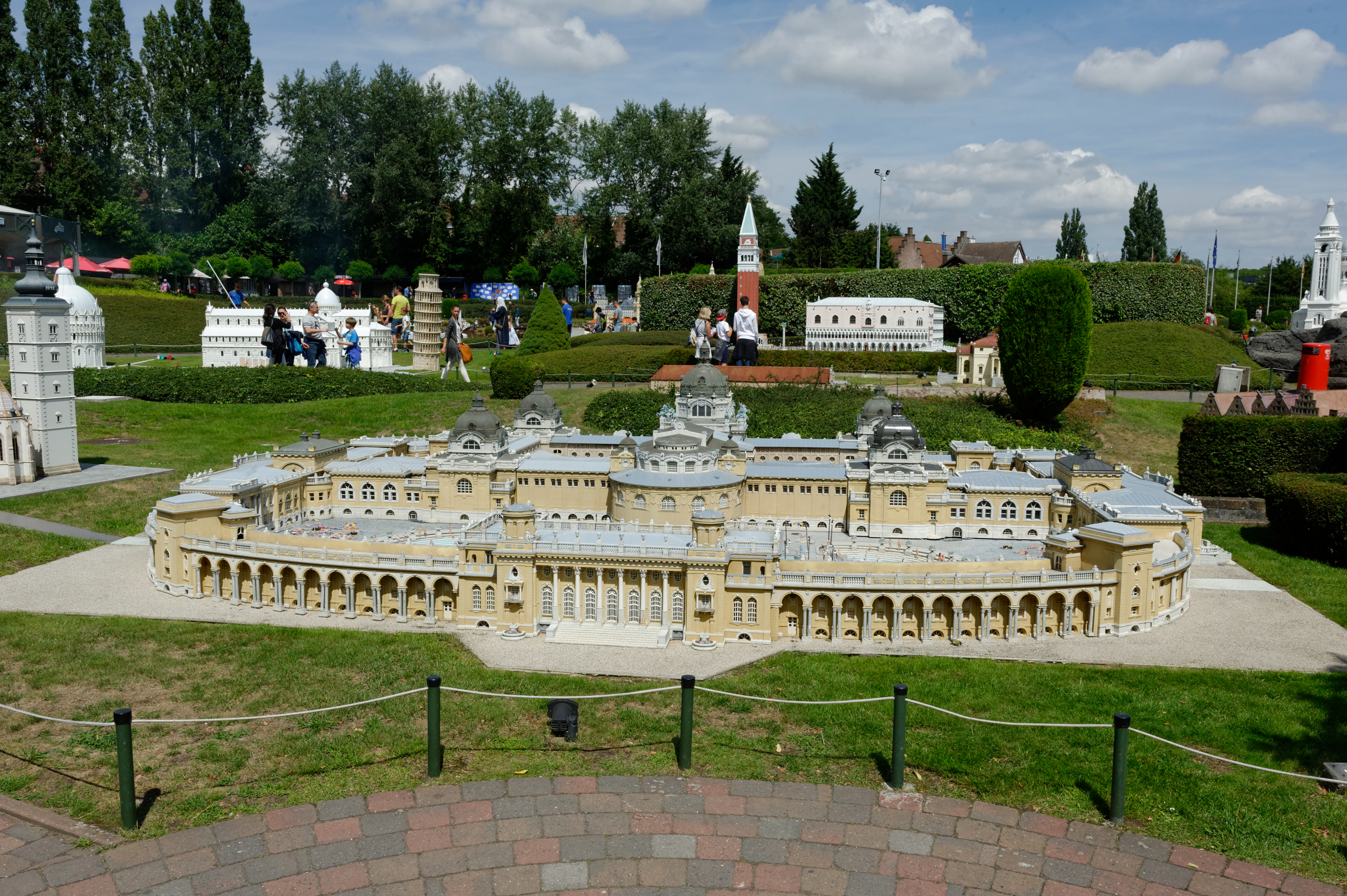
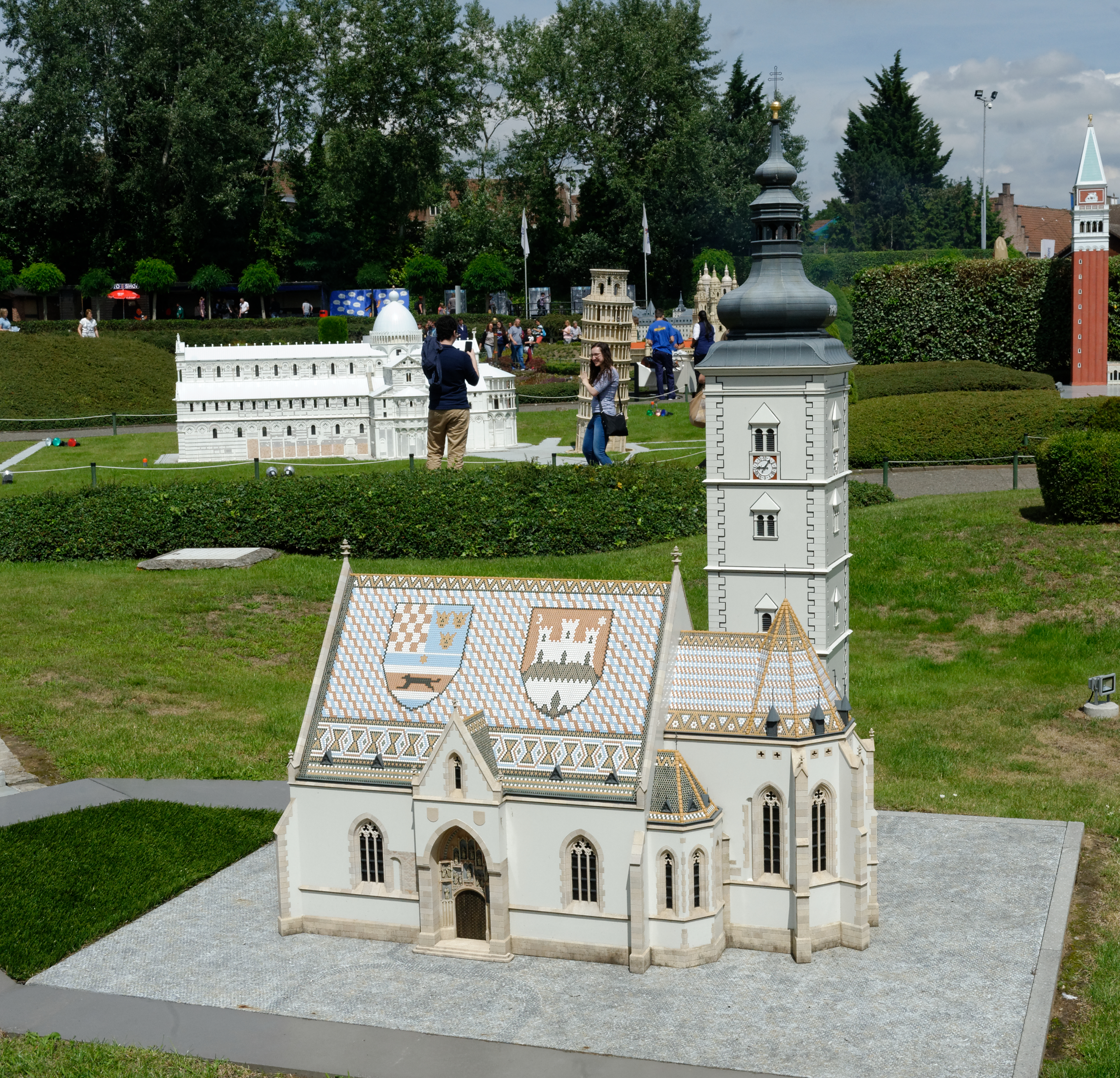